# Diskontní prodejna
Diskontní prodejna je varianta maloobchodního prodeje snažící se konkurovat klasickým prodejnám a supermarketům zejména co nejnižší cenou. Převládá zde samoobslužný prodej potravin, nepotravinové zboží je zastoupeno v menší míře.[zdroj⁠?!]
Nižších nákladů tyto prodejny dosahují menším komfortem prodeje, zejména:
- Prodejem zboží převážně z přepravních obalů (palet, kartonů), jen doplňkově u některých druhů také z prodejních regálů.
- Zboží nebývá jednotlivě označeno cenovkami, k informaci o cenách slouží výrazné cenovky nad prodejními místy.
- Nejsou zde obslužné úseky.
- Omezení nebo vyloučení sortimentu vyžadujícího technicky náročné prodejní zařízení (např. chladicí nebo mrazicí pulty).

Diskontní prodejny zpravidla neposkytují plný sortiment zboží.
Doporučená[kým?] prodejní plocha těchto obchodních jednotek je 200–600 m2, optimální 400 až 600 m2. Zboží je umístěno v regálech nebo přímo v baleních na paletách.